# Оле Ольсен
О́ле О́льсен (дан. Ole Olsen; нар.5 травня 1863, Стареклінт, Данія — пом. 5 жовтня 1943, Копенгаген, Данія) — данський кінопродюсер і кінорежисер, засновник кінокомпанії Nordisk Film.

## Біографія
Оле Ольсен народився 5 травня 1863 року в маленькому данському містечку Стареклінт. Був спочатку акробатом, фокусником, потім імпресаріо циркових атлетів, згодом директором казино Мальме у Швеції.
Оле Ольсен почав цікавитися кіно, коли йому виповнилося вже сорок років. Покинувши Мальме, він 23 квітня 1905 року відкрив у Копенгагені на вулиці Віммельскафет (дан. Vimmelskaftet), 47 власний кінотеатр «Біограф-театер» (дан. Biograf-Theatret). Перед цим Оле Ольсен знімав документальні і видові фільми. У 1906 році він разом із спортивним імпресаріо Арнольдом-Ріхардом Нільсеном заснував кінопромислове товариство «Nordisk Films Kompagni», для якого в глибині свого парку, в передмісті Копенгагена Вальбі, побудував студію.
Як режисер Оле Ольсен зняв фільми «Проголошення короля Фредеріка VIII» (дан. Proklamationen af Kong Frederik d. VIII), «Похорони Крістіана IX» (дан. Christian IXS bisættelse), «Селянин у Копенгагені» (дан. Bonden i København, усі 1906), «З моря» (дан. Ved Havet, 1909).

## Фільмографія (вибіркова)
Продюсер
- 1906: Голуби і чайки / Duer og maager … к/м
- 1906: Квіткарка / Blomsterpigen … к/м
- 1907: Полювання на полярного ведмедя / Isbjørnejagten
- 1907: Полювання на лева / Løvejagten … к/м
- 1907: Вечеря / Aftensmaden … к/м
- 1908: Один у світі / Alene i Verden … к/м
- 1908: Сліпий / Blind … короткометражка
- 1908:  / Berlin paa Kryds og Tvae … к/м
- 1909: Сіра леді / Den graa dame … к/м
- 1909:  / Arrestation med «ekstraforplejning» … к/м
- 1910: Доктор Джекілл і містер Хайд / Den skæbnesvangre opfindelse … к/м
- 1911: Жертва мормонів / Mormonens offer / … короткометражка
- 1912: Дездемона / For aabent Tæppe … к/м
- 1913: Атлантида / Atlantis
- 1916: Кінець миру / Verdens Undergang
- 1918: Подорож на Марс / Himmelskibet